# Antoine Le Blanc de Guillet
Antoine Le Blanc de Guillet (* 2. März 1730 in Marseille; † 2. Juli 1799 in Paris) war ein französischer Romancier und Dramatiker.

## Leben und Werk
Antoine Blanc trat 1746 in die Kongregation der Oratorianer ein. 1756 verließ er sie wieder und wurde in Paris Journalist. Dann begann er unter dem Pseudonym Le Blanc de Guillet eine Karriere als Literat. Er veröffentlichte 1761 einen Roman, wandte sich aber hauptsächlich dem Theater zu. Seine Stücke, die zum Teil ins Deutsche übersetzt wurden, richteten sich unter anderem gegen den Despotismus und den religiösen Fanatismus und wurden von den Aufklärern geschätzt.  Er hatte mit der Zensur zu kämpfen. Auch nach Ausbruch der  Französischen Revolution war er auf der Bühne erfolgreich. Der Nationalkonvent unterstützte ihn. Er wurde Professor der École centrale supérieure und 1798 Mitglied des Institut National des Sciences et Arts. 1799 starb er im Alter von 69 Jahren.

## Werke (Auswahl)
- Mémoires du comte de Guine. Amsterdam 1761. (Roman)
- L’heureux évènement. 1763. (Komödie)
- Albert Ier ou Adeline. Drame héroïque en 3 actes en vers de dix syllabes. 1772.
  - (deutsch) Albert der erste, oder Adeline. Ein heroisches Drama in drey Aufzügen. Schwickert, Leipzig 1775. (auch italienisch, spanisch und niederländisch) (Klage einer Mutter und ihrer Tochter in den Straßen von Wien gegenüber dem unerkannten Kaiser)
- Manco-Capac, premier ynca du Pérou. Tragédie, représentée pour la première fois par les Comédiens françois ordinaires du roi, le 12 juin 1763. Belin, Paris 1782. Dabo, Paris 1822.
- Les Druides. Tragédie en cinq actes et en vers. 1783. (Erstaufführung 1772)
- Virginie. Tragédie en 5 actes. Duchesne, Paris 1786.
- (Übersetzer) Lukrez: De la Nature des choses, traduit en vers par M. Le Blanc de Guillet. 2 Bde. Moutard, Paris 1788.
- Le Clergé dévoilé, ou Les États-généraux de 1303. Tragédie. Dédiée aux amis de la Constitution, par l’auteur des «Druides». Boulard, Paris 1791.
- Tarquin ou la Royauté abolie. Tragédie. 1794.